# Салуда (округ)
Округ Салуда (англ. Saluda County) располагается в штате Южная Каролина в Соединённых Штатах Америки. 
По состоянию на 2010 год, численность населения округа составляла 19 875 человек.

## История
Округ Салуда был официально образован в 1896 году и, как и столица, получил своё название по имени близлежащей реки.

## География
В соответствии с данными указанными на сайте центрального статистического органа страны — Бюро переписи населения США, общая площадь округа Салуда равняется 1196,581 км2, из которых 1170,681 км2 занимает суша и 23,310 км2 или 2,01% приходится на водную поверхность.

## Население
По данным переписи населения 2000 года в округе проживает 19 181 жителей в составе 7 127 домашних хозяйств и 5 295 семей. Плотность населения составляет 16,00 человек на км2. На территории округа насчитывается 8 543 жилых строений, при плотности застройки около 7,00-ми строений на км2. Расовый состав населения: белые — 65,80 %, афроамериканцы — 29,99 %, коренные американцы (индейцы) — 0,23 %, азиаты — 0,04 %, гавайцы — 0,01 %, представители других рас — 3,29 %, представители двух или более рас — 0,64 %. Испаноязычные составляли 7,30 % населения независимо от расы.

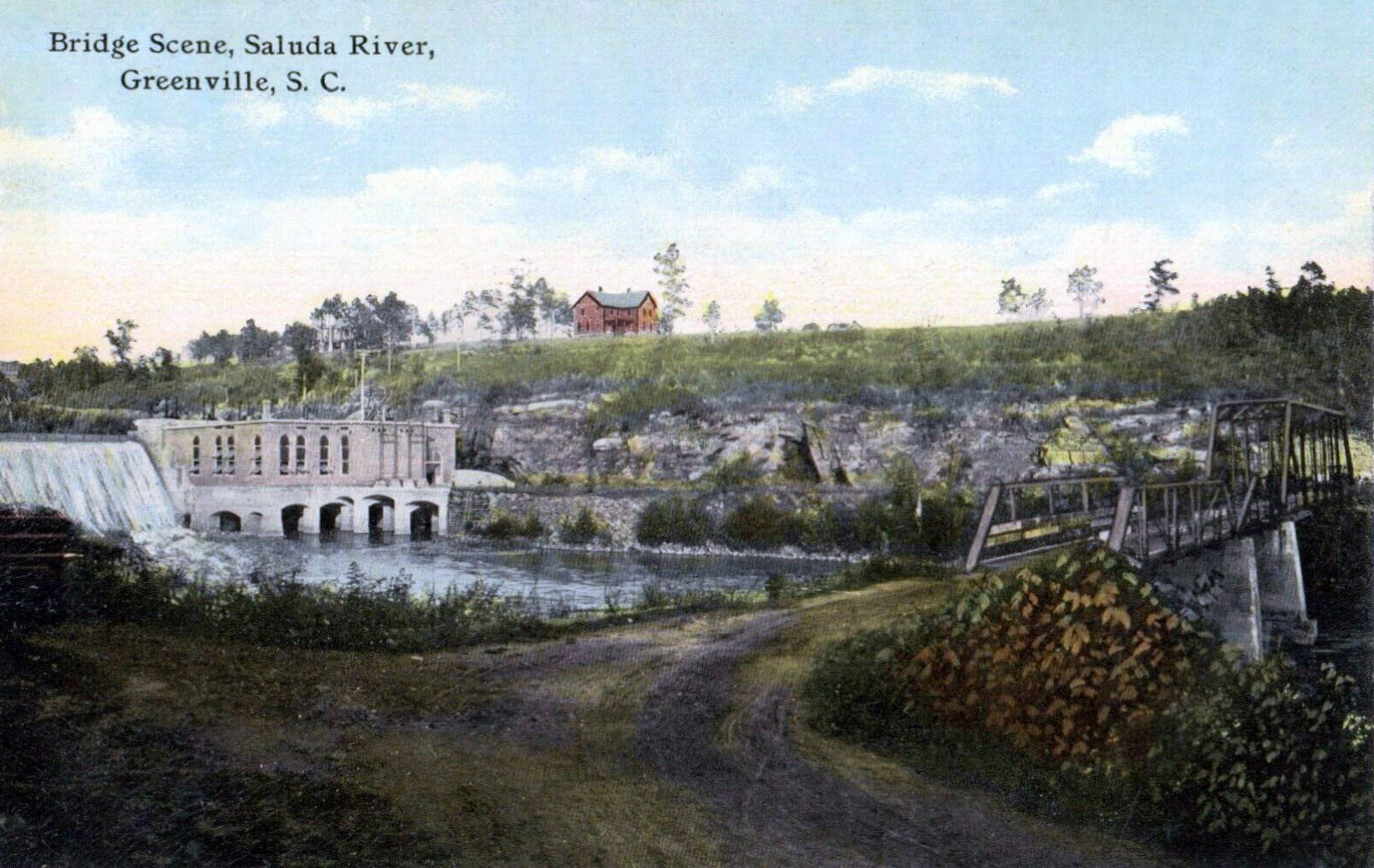
Река Салуда (река)

В составе 31,80 % из общего числа домашних хозяйств проживают дети в возрасте до 18 лет, 54,20 % домашних хозяйств представляют собой супружеские пары проживающие вместе, 14,50 % домашних хозяйств представляют собой одиноких женщин без супруга, 25,70 % домашних хозяйств не имеют отношения к семьям, 22,50 % домашних хозяйств состоят из одного человека, 10,40 % домашних хозяйств состоят из престарелых (65 лет и старше), проживающих в одиночестве. Средний размер домашнего хозяйства составляет 2,65 человека, и средний размер семьи 3,07 человека.
Возрастной состав округа: 24,90 % моложе 18 лет, 9,20 % от 18 до 24, 27,60 % от 25 до 44, 23,80 % от 45 до 64 и 23,80 % от 65 и старше. Средний возраст жителя округа 37 лет. На каждые 100 женщин приходится 98,60 мужчин. На каждые 100 женщин старше 18 лет приходится 95,30 мужчин.
Средний доход на домохозяйство в округе составлял 35 774 USD, на семью — 41 603 USD. Среднестатистический заработок мужчины был 29 221 USD против 21 395 USD для женщины. Доход на душу населения составлял 16 328 USD. Около 12,00 % семей и 15,60 % общего населения находились ниже черты бедности, в том числе — 21,40 % молодежи (тех, кому ещё не исполнилось 18 лет) и 16,30 % тех, кому было уже больше 65 лет.